# 매류
대한민국에는 8종의 매가 살고 있으며, 모두 천연기념물로 지정되어 보호받고 있다.
보라매류(호크; 수리목 수리과)
- 참매(Accipiter gentilis)
- 붉은배새매(Accipiter soloensis)
- 새매(Accipiter nisus)

개구리매류(해리어; 수리목 수리과)
- 개구리매(Circus aeruginosus)
- 알락개구리매(Circus melanoleucos)
- 잿빛개구리매(Circus cyaneus)

송골매류(팔콘; 매목 매과)
- 매(Falco peregrinus)
- 황조롱이(Falco tinnunculus)